# Cratere Ghiberti
Ghiberti è un cratere d'impatto presente sulla superficie di Mercurio, a 48,44° di latitudine sud e 80,08° di longitudine ovest. Il suo diametro è pari a 110 km.
Il cratere è stato battezzato dall'Unione Astronomica Internazionale in onore di Lorenzo Ghiberti, celebre scultore italiano del XV secolo.